# Desmognathus apalachicolae
Desmognathus apalachicolae är en groddjursart som beskrevs av D. Bruce Means och Karlin 1989. Desmognathus apalachicolae ingår i släktet Desmognathus och familjen lunglösa salamandrar. IUCN kategoriserar arten globalt som livskraftig. Inga underarter finns listade i Catalogue of Life.